# أوتو روث
أوتو روث (بالمجرية: Róth Ottó)‏ هو سياسي مجري، ولد في 6 ديسمبر 1884، وتوفي في 22 أبريل 1956. حزبياً، نشط في الحزب الشيوعي الروماني.